# فورد پی۱۰۰
فورد پی۱۰۰ (انگلیسی: Ford P100) یک مدل وانت است که توسط شرکت خودروسازی فورد در بریتانیا از سال ۱۹۷۱ تا ۱۹۹۳ تولید شد. این خودرو بر اساس فورد کورتینا ساخته شد و به عنوان یک وسیله نقلیه تجاری برای مشاغل کوچک و تجار طراحی شد.
P100 طراحی منحصر به فردی داشت که عناصر یک ماشین و یک وانت را ترکیب می‌کرد. دارای قسمت جلویی ماشین مانند و کابینی با فضای بار مسطح در پشت بود. قسمت بار توسط یک پوسته فایبرگلاس سفت و سخت محصور شده بود که در پشت لولا شده بود و می‌توانست برای دسترسی به تخت بلند شود.
P100 در طول دوره تولید طولانی خود از طیف وسیعی از موتورها، از جمله موتورهای چهار سیلندر و شش سیلندر بنزینی و همچنین موتورهای دیزلی بهره می‌برد. گیربکس چهار سرعته دستی و دیفرانسیل عقب داشت.
P100 به دلیل کاربردی بودن و تطبیق پذیری آن در بین مشاغل کوچک و تجار محبوب بود. همچنین برای مدتی توسط نیروی پلیس بریتانیا به عنوان خودروی گشتی استفاده می‌شد. در حالی که P100 در خارج از بریتانیا به بازار عرضه نشد، در میان طرفداران وسایل نقلیه منحصر به فرد و غیر معمول طرفدارانی پیدا کرده‌است.